# Derecho aduanero
El Derecho aduanero puede definirse como el conjunto de normas de Derecho público que tienen, como un elemento de su presupuesto de hecho, la entrada de mercancías (a un territorio aduanero), importación o la salida de mercancías a través de un puerto de embarque (exportación).
Tradicionalmente, se ha considerado como una rama del Derecho tributario o Derecho fiscal, encargada de regular el tráfico de mercancías, ya sea mediante la importación o exportación, además de imponer sanciones a los particulares que incurran en infracciones a estas regulaciones. Habitualmente, existe un procedimiento especial para la imposición de sanciones por este motivo.Procedimientos por sanciones[cita requerida]
El Derecho aduanero también comprende normas que trascienden el fenómeno tributario y que pueden incluirse bajo la designación de medidas de política comercial, tales como prohibiciones, medidas de seguridad, control sanitario (humano, animal o vegetal), homologaciones técnicas, entre otras.[cita requerida]
El Derecho aduanero tiene una gran trascendencia para la política comercial y fiscal de un país, puesto que, a través del mismo, se regulan los flujos de mercancías, tanto de entrada como de salida, con el fin de lograr un funcionamiento óptimo del mercado interior.[cita requerida]
La evasión de los derechos aduaneros desemboca en el contrabando, lo cual afecta tanto económica como socialmente a los países implicados y, como consecuencia, en algunos casos, se ve deteriorada la relación diplomática internacional.

## Derecho aduanero
Tradicionalmente, el Derecho aduanero se denominaba Derecho tributario aduanero, ya que se entendía que las aduanas existían solo para cobrar tributos. Ello se debe a que, con ocasión de la introducción de mercancías en un territorio aduanero, se exigen diversos tributos, denominados derechos arancelarios, cuyas tasas o porcentajes se integran al arancel aduanero que cada país establece para controlar el ingreso o salida de mercancías de su territorio.[cita requerida]
Si bien la recaudación tributaria es importante para todos los países, en la actualidad existe unanimidad en la doctrina en el sentido de que el Derecho aduanero no es una sección del Derecho tributario; por el contrario, debe considerarse como una materia independiente, relacionada con varias ramas del Derecho. En ese sentido, el Derecho aduanero mantiene una relación intrínseca con el Derecho tributario, pero también con el Derecho administrativo, ya que la aduana es una entidad pública, e incluso con el Derecho comercial, dado que los documentos que amparan las mercancías en el tráfico internacional son documentos comerciales (facturas, conocimientos de embarque, pólizas de seguros, entre otros).[cita requerida]
Sin embargo, la relación con el Derecho tributario resulta ser la más importante, en la medida que los tributos que cobran las aduanas son una de las principales fuentes de recursos para la mayoría de los Estados, porque los derechos aduaneros no solo se aplican en el régimen de importación a consumo, sino también a otro tipo de regímenes aduaneros creados expresamente por ley y sobre los cuales se pueden aplicar los derechos de aduana.[cita requerida]
Junto a los derechos de aduana a la importación pueden aplicarse otros tributos a la importación, como:
- los derechos ''antidumping'', que tratan de neutralizar la práctica comercial abusiva consistente en vender mercancías para la exportación por un precio inferior al que se aplica en operaciones comerciales habituales en el país de origen, con el fin de perjudicar a la industria local;
- los derechos compensatorios, que tratan de neutralizar la ventaja que para un exportador supone haber gozado de una subvención concedida por su gobierno;
- otros tributos, como es el caso en la Unión Europea de los que se aplican a los productos agrícolas y a ciertos productos obtenidos de la transformación de productos agrícolas, en el marco de la Política Agrícola Común (PAC).

Con ocasión de la importación, también se exige el pago de los impuestos interiores como el impuesto al valor agregado (IVA) (o el IGV) y los impuestos sobre productos específicos, como los que puedan establecerse sobre el tabaco, alcohol, hidrocarburos u otros.[cita requerida]
La salida de mercancías de un territorio aduanero (exportación) no suele ser ocasión para la aplicación de tributos, aunque en determinadas circunstancias pueden exigirse por motivos recaudatorios o para evitar que un exceso de exportaciones ocasione un desabastecimiento del mercado interior.[cita requerida]

## Desmantelamiento arancelario
En la actualidad, asistimos a un proceso de desmantelamiento arancelario sobre la base de los principios del GATT, el cual, sin embargo, no puede significar el fin de las aduanas, ya que estas cumplen otros roles como el control del ingreso o salida de mercancías que puedan atentar contra la salud, la seguridad, la biodiversidad, los recursos naturales y el patrimonio cultural de los Estados.[cita requerida]

## Marco Normativo SAFE de la OMA: el OEA
Por otra parte, la función de seguridad de la aduana ha cobrado un gran impulso a partir de los atentados del 11 de septiembre de 2001, articulándose el Marco Normativo SAFE de la Organización Mundial de Aduanas como respuesta jurídica internacional. La figura del Operador Económico Autorizado (OEA) o sus equivalentes nacionales es uno de los ejemplos más notables de este fenómeno.[cita requerida]

## El derecho aduanero en el mundo
En el mundo, la producción de las normas de Derecho Aduanero provienen de las organizaciones internacionales, que sirven de base a las legislaciones regionales y locales, y que son básicamente dos:
1.
La organización mundial de comercio, que ha producido:
- El Código de Valoración, en base al artículo VII del GATT.
- El Acuerdo de Facilitacion Aduanera, de Bali 2013.
2. La Organización Mundial de Aduanas, que ha producido:
- El Sistema Armonizado, que es la nomenclatura universal de mercancías (base de todos los aranceles nacionales).
- El Convenio de Armonizacion y Simplificación de Regímenes Aduaneros de Kyoto (cuya versión revisada de 1999 tiene la adhesión de cerca de 100 estados).
- El Marco Normativo de seguridad y facilitacion aduanera (conocido como Marco SAFE), que el año 2005 estableció las funciones aduaneras destinadas a asegurar la cadena logística internacional.

### El Derecho aduanero en la Unión Europea
En la Unión Europea, la competencia exclusiva para dictar normas en materia aduanera corresponde a las Instituciones de la Unión, que se sirven de los "Reglamentos" como instrumento para regular el Derecho aduanero.
Las normas básicas que regulan el Derecho aduanero en la Unión Europea son:
- Reglamento (UE) 952/2013, del Parlamento Europeo y del Consejo, por el que se establece el Código Aduanero de la Unión (CAU).[4]

- Reglamento Delegado (UE) 2015/2446 de la Comisión, de 28 de julio de 2015, por el que se completa el Reglamento (UE) n.º 952/2013 del Parlamento Europeo y del Consejo con normas de desarrollo relativas a determinadas disposiciones del Código Aduanero de la Unión (“RDCAU”);
- El Reglamento de Ejecución (UE) 2015/2447 de la Comisión, de 24 de noviembre de 2015, por el que se establecen normas de desarrollo de determinadas disposiciones del Reglamento (UE) n.º 952/2013 del Parlamento Europeo y del Consejo por el que se establece el código aduanero de la Unión (“RECAU”); y
- Reglamento Delegado (UE) 2016/341 de la Comisión, de 17 de diciembre de 2015, por el que se completa el Reglamento (UE) n.º 952/2013 del Parlamento Europeo y del Consejo en lo que se refiere a las normas transitorias para determinadas disposiciones del Código aduanero de la Unión mientras no estén operativos los sistemas electrónicos pertinentes y por el que se modifica el Reglamento Delegado (UE) 2015/2446 (“RDTCAU”).

### Hispanoamérica

#### El Derecho aduanero en Argentina

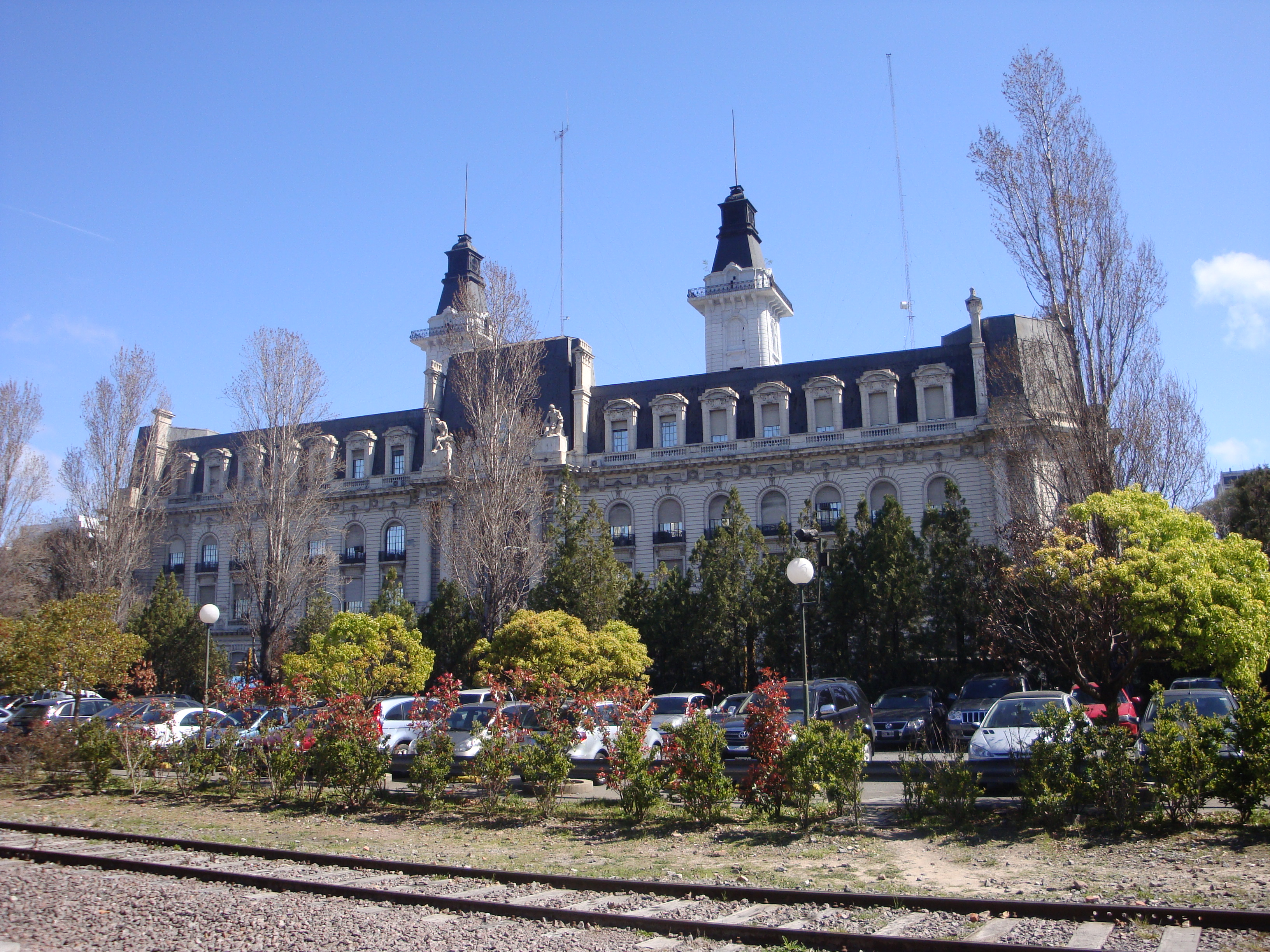
Aduana de Buenos Aires

La fuente jurídica del Derecho Aduanero en Argentina se encuentra en el Código Aduanero, sancionado por Ley Nacional número 22.415, el 2 de marzo de 1981. Consta con un total de 16 secciones y desde su creación a la actualidad ha sido muchas veces modificado por decretos, leyes, resoluciones, etc. Siendo hasta ahora su modificación más notoria el Decreto 1001/82 firmado por Galtieri.
En la Sección I, Título I del Código, en el cual se establecía los sujetos del servicio aduanero comienza un proceso de cambio en 1996, cuando se decide fusionar la Aduana con la Dirección General Impositiva (DGI). El Decreto 618/1997 bajo la presidencia de Menem, da comienzo formal a la fusión la Dirección General Impositiva (DGI) con la Administración Nacional de Aduanas (ANA), dando como resultado la actual Administración Federal de Ingresos Públicos (AFIP) en octubre de 1996, dicho organismo que controla y fiscaliza las operaciones de la Aduana en el territorio argentino.
Igualmente, la Administración Federal de Ingresos Públicos distingue sus áreas en dos: la Dirección General Impositiva (DGI) y la Dirección General de Aduanas (DGA).
Los cambios fueron:
- Área Informática: una sola Subdirección tiene a cargo los desarrollos informáticos tanto para la Aduana como para la DGI. El Sistema María (SIM) sale de la empresa que lo administraba para pasar a ser completamente dependiente de la AFIP.
- Control de Tránsito: Actualmente la mercadería constatada se encuentra en un 99%, dando menor porcentaje al contrabando por la mercadería "en tránsito".
- Selectividad de Control: Un sistema de "selectividad inteligente" ha sido implementado para determinar a priori el procedimiento que debe seguir cada despacho de importación. Dicho sistema es operado por un grupo de funcionarios con experiencia tanto en el ámbito impositivo como aduanero. Esto ha permitido formalizar la atención en los casos con más probabilidades de detectar evasión impositiva o aduanera.
- Fiscalización de Operaciones: Se realizan operativos conjuntos de inspectores impositivos y aduaneros con el apoyo de gobiernos provinciales, municipales, de la Gendarmería Nacional y de la Prefectura Naval. La Policía Aduanera fue reforzada con personal de la DGI para la fiscalización de operaciones financieras derivadas de operaciones de comercio exterior. Hoy la Policía Aduanera cuenta con patrulleros que ejercen sus funciones las 24 horas del día, 7 días por semana, con equipos que permiten comunicarse instantáneamente con las bases de datos de la AFIP.
- Integración física: Concentración de las oficinas aduaneras de la Ciudad de Buenos Aires y del Gran Buenos Aires en el edificio donde hoy funciona la sede central de la AFIP. Esto aliviará la tarea de los operadores del comercio exterior, que hoy deben deambular por distintas oficinas, y facilitará la integración de los funcionarios DGA-DGI.[5]

Continuando con la Sección I, el Título II establece a los Auxiliares de Comercio y Servicio Aduanero: despachantes de aduana y agentes de transporte aduanero.
El Título III habla de importadores y exportadores y el Título IV de otros sujetos.
En la Sección II tenemos las normas de Control, en la Sección III la Importación, en la IV la Exportación y en la V las Disposiciones Comunes a la Importación y a la Exportación. En la Sección VIII se encuentran las prohibiciones a la Importación y Exportación, en la IX los Tributos que rigen, en la X los Incentivos a la Exportación.

##### Despachantes de Aduana en Argentina
Los Despachantes de aduana y consignatarios son personas de existencia visible con licencia para despachar que actúan como agentes auxiliares del comercio y del servicio aduanero. Son los agentes encargados de realizar la clasificación de la mercadería, la declaración aduanera correspondiente, la confección y tramitación de los documentos requeridos para todas las operaciones de comercio exterior.
El despachante de aduanas opera en representación de la empresa importadora/exportadora o de la persona o ente que lo contrata a tal efecto.
El Código Aduanero establece que "Art. 36, 1. Son despachantes de aduana las personas de existencia visible que, en las condiciones previstas en este código realizan en nombre de otros ante el servicio aduanero trámites y diligencias relativos a la importación, la exportación y demás operaciones aduaneras.
2. Los despachantes de aduana son agentes auxiliares del comercio y del servicio aduanero."
Y el Art. 37 nos dice que "1. Las personas de existencia visible sólo podrán gestionar ante las aduanas el despacho y la destinación de mercaderías, con la intervención del despachante de aduana, con la excepción de las funciones que este Código prevé para los agentes de transporte aduanero y de aquellas facultades inherentes a la calidad de capitán de buque, comandante de aeronave o, en general, conductor de los demás medios de transporte.
2. No obstante lo dispuesto en el apartado primero podrá prescindiese de la intervención del despachante de aduana cuando se realizare la gestión ante la Aduana en forma personal por el importador o exportador. (Con personas de existencia ideal: Decreto 1160/96)
3. Las personas de existencia ideal podrán gestionar el despacho y la destinación de mercadería, por sí o a través de persona autorizada, en las condiciones y requisitos que fije la reglamentación."
Es decir, generalmente se utilizan los Despachantes de Aduana por la cantidad de gestiones que hay que realizar ante la Administración Federal de Ingresos Públicos.

##### Sistema Informático María
El Sistema Informático María (SIM) es el sistema oficial de la Administración Federal de Ingresos Públicos para la Aduana Argentina y lo entregan de forma totalmente gratuita, solo hay que solicitarlo. El mismo posee arquitectura informática de la década del 80 en virtud de que surge de un acuerdo entre la aduana Francesa y la Argentina (esta basado en sistema Francés SOFIX) y combina base de datos, registros, visualizaciones y declaraciones electrónicas que utiliza la aduana para hacer el control y las estadísticas de las declaraciones de importaciones y exportaciones.
Los registros efectuados en el SIM tienen carácter de declaraciones juradas o sumarias y los datos incluidos deben ser respaldados por la documentación correspondiente con el fin de evitar grandes sanciones y perjuicios.
El SIM es imprescindible para realizar operaciones tanto de Exportación como de Importación dentro de la Argentina, indicando el período de fecha de oficialización, aduanas de registro, país de origen y procedencia, vía de ingreso, estado de la mercadería y posición arancelaria, entre otros datos.
Otra de sus funciones es ser fuente estadística, el INDEC basa sus cifras de comercio exterior argentino en este sistema.
De modo que todos puedan acceder al SIM, todas las Aduanas cuentan con Centros Públicos para operar con el sistema.

#### Acuerdos comerciales
- Miembro de la Organización Mundial de Comercio desde el 1 de enero de 1995. El propósito primordial de la OMC es contribuir a que las corrientes comerciales circulen con fluidez, libertad, equidad y previsibilidad.

- Miembro de la Asociación Latinoamericana de Integración (ALADI) constituida en 1980.

- Unión Aduanera de Estados miembros del Mercosur desde 1991.

- Miembro del Área de Libre Comercio de las Américas (ALCA) a partir del año 2005.

- Acuerdos de libre comercio: MERCOSUR-Israel en el 2007, MERCOSUR-Bolivia (ACE 36) en 1996, MERCOSUR-Chile (ACE 35) en 1996.

- Acuerdos de marco: MERCOSUR-Perú (ACE 58) en el año 2005, MERCOSUR-Colombia, Ecuador y Venezuela(ACE 59) en el año 2004, MERCOSUR-India en el año 2004, MERCOSUR-Comunidad Andina (ACE 56) en el año 2002, MERCOSUR-México (ACE 54) en el año 2002, MERCOSUR- SACU en el año 2000.

- Acuerdos de alcance parcial: Uruguay-Sector automotor (ACE 57) en el año 20003, MERCOSUR-México -Sector automotor (ACE 55) en el año 2002, México (ACE 6) en el año 1993, Paraguay (ACE 13) en el año 1992, Chile (ACE 16) en el año 1991, Brasil (ACE 14) en el año 1990.

#### El derecho aduanero chileno
El Derecho Aduanero en Chile encuentra sus fuentes jurídicas en la Ordenanza de Aduanas (Decreto con fuerza de Ley n.º 30 del año 2005) y su respectivo reglamento, siendo éste el ordenamiento jurídico fundamental que regula la función fiscalizadora del Servicio Nacional de Aduanas de Chile, en relación con el tráfico internacional de mercancías, sea para efectos de recaudación tributaria e, igualmente, para asegurar el debido cumplimiento de los acuerdos y tratados internacionales que Chile ha suscrito con distintos estados. A su vez, regula instituciones como "Las aduanas" y su organización; "las destinaciones aduaneras" y sus diversas especies; "los agentes de aduanas", etc. Otro cuerpo jurídico de vital importancia para el comercio internacional de mercancías lo constituye el "Compendio de Normas Aduaneras" establecido por el Director Nacional de Aduanas mediante Resolución N.º 1.300 del año 2006, el cual constituye un manual de instrucciones para la aplicación de la legislación aduanera en Chile el cual instruye a todos los intervinientes del comercio exterior chileno sobre los mecanismos necesarios para la correcta aplicación de la legislación aduanera.

##### La destinación aduanera en Chile
La destinación aduanera es definida por la Ordenanza de Aduanas en su artículo 71, el cual reza: "Se entiende por destinación aduanera la manifestación de voluntad del dueño, consignante o consignatarios que indica el régimen aduanero que debe darse a las mercancías que ingresan o salen del territorio nacional". Los regímenes aduaneros se clasifican en dos grandes grupos:
1) Ingreso de Mercancías: Importación - Importación vía postal - Admisión Temporal - Admisión Temporal para Perfeccionamiento Activo - Almacén Particular - Reingreso - Tránsito - Transbordo - Redestinación - Rancho - Aprovisionamiento - Cabotaje.
2) Salida de Mercancías: Exportación - Salida Temporal - Salida Temporal para Perfeccionamiento Activo - Reexportación.

##### Dólar aduanero Chile
Es un tipo de cambio utilizado para operaciones de comercio exterior en Chile; por ejemplo para el cálculo de derechos e impuestos de importaciones. 
Este tipo de cambio se fija en conjunto con el Banco Central y el Servio Nacional de Aduanas, tomando el dólar observado del penúltimo día hábil del mes y este pasara a ser el dólar aduanero del mes siguiente.

##### El agente de aduana en Chile
El agente de aduana se encuentra definido por la Ordenanza de Aduanas en su artículo 195, el cual dicta: "El agente de aduana es un profesional auxiliar de la función pública aduanera, cuya licencia lo habilita ante la Aduana para prestar servicios a terceros como gestor en el despacho de mercancías. Estos despachadores tendrán el carácter de ministros de fe en cuanto a que la Aduana podrá tener por cierto que los datos que registren en las declaraciones que formulen en los documentos de despacho pertinentes, incluso si se trata de una liquidación de gravámenes aduaneros, guardan conformidad con los antecedentes que legalmente les deben servir de base.". El artículo 200 de la Ordenanza de Aduanas también dispone: "Los Agentes de Aduana son civil y administrativamente responsables por toda acción u omisión dolosa o culposa que lesione o pueda lesionar los intereses del fisco o que fuere contraria al mejor servicio del Estado o al que deben prestar a sus comitentes". Finalmente, el artículo 201 de la Ordenanza de Aduana establece los deberes y obligaciones del Agente de Aduana.

##### Acuerdos comerciales internacionales de Chile
La legislación aduanera chilena se caracteriza por contener normas jurídicas modernas, sistematizadas y concordadas, lo que ha permitido que Chile sea el país con mayor número de acuerdos comerciales internacionales vigentes firmados con áreas económicas que representan cerca del 90% de la población mundial lo cual le da acceso preferencial a casi la totalidad del mercado mundial de bienes y servicios.

#### El Derecho Aduanero en México
El Derecho Aduanero en México regula la entrada y salida de mercancías de comercio exterior al y del país; su fundamento constitucional lo tenemos en los artículos 31 fracción IV, 49, 89 fracción XIII, 117, 118 y 131 de la Constitución Política de los Estados Unidos Mexicanos; las leyes aplicables a la materia son: la Ley Aduanera y su reglamento, la Ley de los Impuestos Generales de Importación y de Exportación (que contiene la tarifa de dicha Ley), y la Ley de Comercio Exterior y su Reglamento; además existen de otras disposiciones legales que regulan y gravan las mercancías, como el Código Fiscal de la Federación, la Ley del IVA, la Ley del Impuesto Especial sobre Producción y Servicios y la Ley Federal de Derechos, entre otras leyes.
En México, la Administración General de Aduanas depende del Jefe del Servicio de Administración Tributaria (SAT) y éste, a su vez, es un órgano des concentrado de la Secretaría de Hacienda y Crédito Público. El titular de las aduanas es el Administrador General de Aduanas (AGA), del cual dependen administraciones Centrales y las 49 aduanas del país. 
México actualmente es miembro de la Organización Mundial de Comercio (OMC) y de la Organización Mundial de Aduanas (OMA).
La Ley Aduanera contiene 6 diferentes regímenes aduaneros: A. Definitivos, B. Temporales, C. Depósito Fiscal, D. Tránsito de Mercancías, E. Elaboración, transformación o reparación en recinto fiscalizado y, F. Recinto fiscalizado estratégico.
El Reglamento de la Ley Aduanera fue publicado en el Diario Oficial de la Federación el 20 de abril del 2015, durante la gobernatura del ex presidente de México Enrique Peña Nieto; dicho reglamento fue aprobado por la Cámara de Diputados del H. Congreso de la Unión junto a la Secretaría General y Secretaría de Servicios Parlamentarios. Funciona como un auxiliar para el Servicio de Administración Tributaria (SAT), el cual tiene exclusivamente a su mando la dirección, organización y funcionamiento de los servicios aduanales y de inspección, para aplicar y asegurar el cumplimiento de las normas jurídicas que regulan la entrada y salida de mercancías del territorio nacional.
En el Derecho aduanero mexicano convergen varias normas y regulaciones, entre las que podemos citar: los tratados y acuerdos comerciales internacionales de los que México forma parte, así como las diferentes disposiciones, entre las que podemos citar las Reglas relacionadas con el comercio exterior, emitidas por el Servicio de Administración Tributaria (SAT) así como también por las Secretaría de Economía y los demás ordenamientos en materia de Regulaciones y restricciones No arancelarias.
Para importar a México es necesario conocer el arancel aplicable y las restricciones y regulaciones no arancelarias a las que se encuentran sujetas las mercancías (RyRNA). Además, hay que estar inscritos previamente en el padrón de importadores y, en su caso, en el padrón de sectores específicos (Anexo 10 de las Reglas Generales de Comercio Exterior). En casi todos los casos se requiere contratar los servicios de un Agente Aduanal, aunque existe el "despacho directo" por medio de los representantes de las empresas.

#### Derecho aduanero en Perú
El Derecho Aduanero en el Perú está regulado por una serie de disposiciones legales siendo su eje la Ley General de Aduanas, aprobada por Decreto Legislativo 1053, emitida a fin de dar cumplimiento al Tratado d Libre Comercio con los Estados Unidos.Otra norma importante es la Ley de Delitos Aduaneros (Ley 28008) que regula los ilícitos aduaneros del Contrabando y la Defraudación de Renta
En el Perú, si bien los antecedentes de la Aduana se encuentran en la Real Organización de Alacabala y Almojarifazgo, creada por el virrey Amat en 1772 (como parte de las Reformas Borbónicas) la primera Ley General de Aduanas data de 1926 (Código de Procedimientos Aduaneros) que fuera elogiado por la Misión norteamericana Kemmerer, que evaluó las instituciones peruanas durante el Gobierno de Augusto B. Leguia (1919-1930) y que rigiò durante casi medio siglo, posteriormente rigio el Decreto Ley 20165 (1973), derogado por el Decreto Legislativo 503 (1988), este a su vez por el Decreto Legislativo 722 (1992)y este por el Decreto Legislativo 809 (1996). La Ley General de Aduanas, aprobada por Decreto Legislativo 1053, es la sexta ley de la historia aduanera peruana y ha sufrido varias modificaciones, la última de ellas este año con Decreto Legislativo 1433.
La relación jurídica aduanera se establece según el artículo 1 de la Ley entre la administración aduanera y los operadores de comercio exterior.
Desde el año 2003, la Administración Aduanera en el Perú se encuentra a cargo de la Superintendencia Nacional de Administración Tributaria -SUNAT y desde el mes de octubre de 2010 viene cumpliendo sus funciones implementando nuevos procedimientos de despacho aduanero, los cuales desde ahora se desarrollaran a través del despacho anticipado al arribo de la mercancía, permitiendo al importador garantizar sus tributos aduaneros (incluyendo derechos antidumping o compensatorios, salvaguardias, etc.); a fin de obtener el levante (autorización para disponer de su mercancía) desde el Terminal Portuario o Terminal de Carga Aéreo en un plazo no mayor a 48 horas.

#### Regímenes aduaneros
El artículo 47º de la Ley General de Aduanas señala que las mercancías que ingresan o salen del territorio aduanero por las aduanas de la República deben ser sometidas a los regímenes aduaneros señalados en dicha sección, solo se exceptúan “Las mercancías sujetas a tratados o convenios suscritos por el Perú (las cuales) se rigen por lo dispuesto en ellos”.
En nuestro país la Ley anterior definía los Regímenes como “tratamiento aplicable a las mercancías que se encuentran bajo potestad aduanera y que según la naturaleza y fines de la operación pueden ser definitivos, suspensivos, temporales o de perfeccionamiento”. Esta Ley no los define pero no comparte la anterior clasificación de los regímenes, por lo cual, la definición anterior no calza con el actual concepto de regímenes, sin embargo la norma comunitaria andina –de aplicación en el Perú- si lo hace en el artículo 2° de la Decisión 671 de la CAN según la cual Régimen Aduanero “es el destino aduanero aplicable a las mercancías, solicitado por el declarante”, concepto amplio que si alcanza a todos los regímenes contemplados en la Ley y que fija la identidad conceptual entre Régimen y destinación.
Actualmente la clasificación de los regímenes está contenida en el artículo 59° del Reglamento, el cual establece que “los regímenes aduaneros son los siguientes:De importación (Importación para el consumo;Re-importación en el mismo estado y Admisión temporal para reexportación en el mismo estado), De exportación (Exportación definitiva; y Exportación temporal para re-importación en el mismo estado).De perfeccionamiento (Admisión temporal para perfeccionamiento activo;Exportación temporal para perfeccionamiento pasivo;Drawback; y Reposición de mercancías con franquicia arancelaria).De depósito(Depósito aduanero) y de Tránsito (Tránsito aduanero;Transbordo, Reembarque); y Otros regímenes aduaneros o de excepción (como equipajes, mensajería, tráfico fronterizo, duty free y rancho de nave (artículo 98º de la Ley).

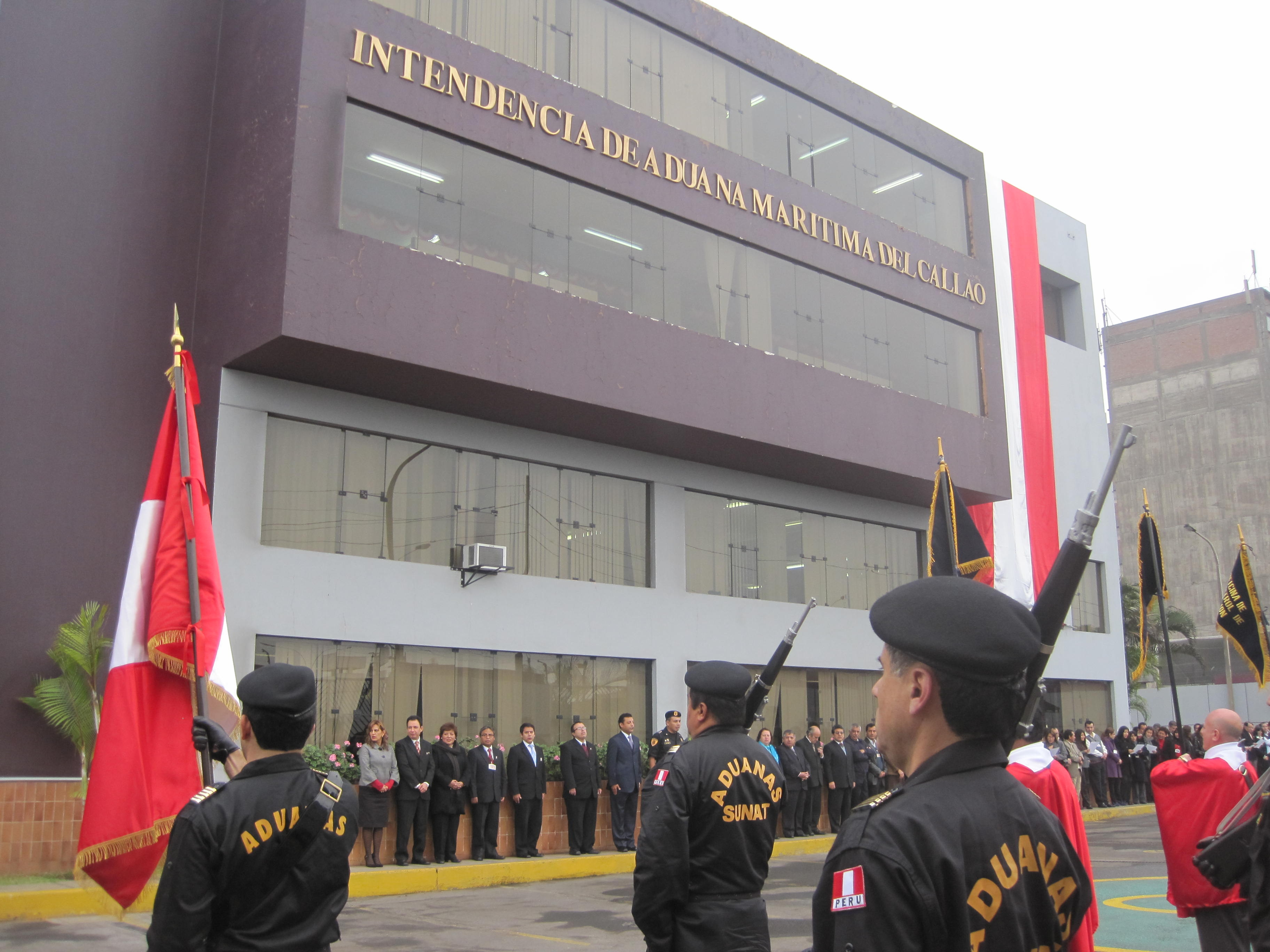
Ceremonia Aduana Marítima del Callao, responsable del 75 % del comercio exterior peruano

##### Los deberes, derechos y responsabilidades de los Agentes de Aduanas en el Perú
Los deberes, derechos y responsabilidades de los agentes aduaneros en el Perú se encuentran estipulados en la Ley General de Aduanas, los agentes de aduanas son personas naturales o jurídicas autorizadas por la Administración Aduanera para prestar servicios a terceros, en toda clase de trámites aduaneros de destinación aduanera. Para acceder al título de Agente de Aduanas requieren aprobar un curso de un año en la Escuela Nacional de Aduanas.
En el Perú pueden ser despachadores de aduanas no solo los agentes de aduanas sino también las empresas del servicio postal y de envíos de entrega rápida, los transportistas para regímenes de tránsito y los propios importadores si tienen autorización de la SUNAT.